# كيني ماكلين
كيني ماكلين (بالإنجليزية: Kenny McLean)‏ هو لاعب كرة قدم وعمدة بريطاني في مركز الوسط، ولد في 8 يناير 1992 في روثرجلين ‏ في المملكة المتحدة. شارك مع منتخب اسكتلندا تحت 19 سنة لكرة القدم ومنتخب اسكتلندا تحت 21 سنة لكرة القدم ومنتخب اسكتلندا لكرة القدم. أما مع النوادي، فقد لعب مع عمدة ونادي أبردين ونادي اربوراث.

## وصلات خارجية
- كيني ماكلين على موقع الاتحاد الدولي (مؤرشف)  (الإنجليزية)
- كيني ماكلين على موقع الاتحاد الأوربي (الإنجليزية)
- كيني ماكلين على موقع الاتحاد الإسكتلندي (الإنجليزية)
- كيني ماكلين على موقع قاعدة بيانات كرة القدم.إي يو (الإنجليزية)
- كيني ماكلين على موقع ناشيونال فوتبول تيمز (الإنجليزية)
- كيني ماكلين على موقع Soccerbase.com (لاعب) (الإنجليزية)
- كيني ماكلين على موقع Soccerway.com (الإنجليزية)
- كيني ماكلين على موقع عالم كرة القدم.نت (الإنجليزية)